# Симит погача
Симит-погача — јело или пециво направљено од теста у облику сендвича који се састоји од хлеба (земичке) и уљне (празне) пита без  фила (сир, месо и сл.), који подсећа на бурек. Пошто је симит врста пецива, ова врста симит хлеба је препознатљива за Скопље, па је одатле позната и као скопски симит, док је обичан симит у Турској лепиња слична македонској переци.

## Порекло имена
Симит погача реч турског порекла, симит која се односи на лепињу и погача која се односи на питу која се ставља у лепињу.

## Скопска Симит погача
Симит погача је традиционални доручак у Скопљу, посебно популаран у Старој чаршији. Овај јединствени специјалитет, познат као „хлеб са буреком“, припрема мајстор Серкан Ејуп, који с осмехом објашњава шта га чини толико посебним. Он каже да неки људи мисле да је то „хлеб у хлебу“, али заправо је реч о масном буреку стављеном у хлеб, што ствара савршену равнотежу – хлеб неутралише масноћу. Симит погача се традиционално служи уз јогурт или чај и привлачи дугачке редове љубитеља од раног јутра. Специјалитет је прави породични аманет за Ејупа Серкана.

## Турска Симит погача
Симит је традиционално турско пецива које се може пронаћи на сваком кораку у Турској. Овај специјалитет је препознатљив по свом прстенастом облику, посут сусамом, са хрскавом корицом и меканом унутрашњошћу.